# Vatútine
Vatútine (en ucraïnès Ватутіне, en rus Ватутино) és una vila de la província de Txerkassi, Ucraïna. El 2021 tenia 16.096 habitants. Fins al 18 de juliol del 2020 Vatútine formava municipi propi i no pertanyia a cap districte, però després de la reforma administrativa d'Ucraïna del 2020 la ciutat quedà integrada en el districte de Zvenigorodka.